# Alice Cuts the Ice
Série Alice Comedies
Alice the Fire Fighter
(1926) Alice Helps the Romance
(1926)
Pour plus de détails, voir Fiche technique et Distribution.
Alice Cuts the Ice est un court métrage d'animation américain muet de la série Alice Comedies sorti en 1926.

## Synopsis
Voyant Julius partir se marier avec sa femme de ménage, Alice interpelle un agent de police pour les filer.

## Fiche technique
- Titre original : Alice Cuts the Ice
- Série : Alice Comedies
- Réalisation : Walt Disney
- Animation : Ub Iwerks, Rollin Hamilton, Hugh Harman, Rudolf Ising
- Encrage et peinture : Irene Hamilton, Walker Harman
- Photographie : Rudolf Ising
- Production : Margaret J. Winkler
- Société de production : Disney Brothers Studios
- Société de distribution : FBO pour Margaret J. Winkler (1926)
- Budget : 1 156,74 $
- Pays :  États-Unis
- Format d'image : noir et blanc - 35 mm - 1,37:1 - muet
- Genre : animation et prises de vues réelles
- Durée : 7 min.
- Dates de sortie : 
  - Version muette : 1er novembre 1926[1]
  - Version sonorisée : ?

Source : Walt in Wonderland

## Distribution
- Margie Gay : Alice

## Commentaires
Produit en mai 1926, le film a été présenté en avant-première le 5 juin 1926 au Bard's Hollywood Theater de Los Angeles. Le copyright a été déposé le 1er novembre 1926 par R-C Pictures Corp.